# 55. Baeksang Arts Awards
55. ceremonia rozdania Baeksang Arts Awards odbyła się w Seulu na COEX Convention & Exhibition Center 1 maja 2019 roku.

## Nominowani i zwycięzcy
Kompletna lista nominowanych i zwycięzców. Zwycięzcy zaznaczeni pogrubieniem.

### Film
| Daesang (Wielka nagroda) | Daesang (Wielka nagroda) |
| --- | --- |
| Jung Woo-sung – Innocent Witness | |
| Najlepszy film | Najlepszy reżyser |
| - Szpieg - Miss Baek - Płomienie - Svaha: The Sixth Finger - Dark Figure of Crime | - Kang Hyeong-cheol – Swing Kids - Yoon Jong-bin – Szpieg - Lee Chang-dong – Płomienie - Lee Hae-young – Believer - Jang Jae-hyun – Svaha: The Sixth Finger                                                                   |
| Najlepszy aktor pierwszoplanowy | Najlepsza aktorka pierwszoplanowa |
| - Lee Sung-min – Szpieg jako Ri Myung-woon - Ryu Seung-ryong – Extreme Job jako Chief Go - Yoo Ah-in – Płomienie jako Lee Jong-su - Jung Woo-sung – Innocent Witness jako Soon-ho - Ju Ji-hoon – Dark Figure of Crime jako Kang Tae-oh                  | - Han Ji-min – Miss Baek jako Baek Sang-ah - Go Ah-sung – A Resistance jako Yu Gwan-sun - Kim Hyang-gi – Innocent Witness jako Ji-woo - Kim Hye-soo – Default jako Han Shi-hyeon - Kim Hee-ae – Herstory jako Moon Jung-sook  |
| Najlepszy aktor drugoplanowy | Najlepsza aktorka drugoplanowa |
| - Kim Joo-hyuk – Believer jako Jin Ha-rim - Park Hae-joon – Believer jako Seon-chang - Steven Yeun – Płomienie jako Ben - Jo Woo-jin – The Drug King jako Jo Seong-kang - Jin Seon-kyu – Extreme Job jako Detective Ma                                  | - Kwon So-hyun – Miss Baek jako Joo Mi-kyung - Yum Hye-ran – Innocent Witness jako Mi-ran - Lee Hanee – Extreme Job jako Detective Jang - Jo Min-su – Wiedźma jako Dr. Baek - Jin Seo-yeon – Believer jako Bo-ryeong          |
| Najlepszy debiut aktorski (mężczyzna) | Najlepszy debiut aktorski (kobieta) |
| - Kim Young-kwang – On Your Wedding Day jako Hwang Woo-yeon - Gong Myung – Extreme Job jako Detective Jae-hoon - Kim Min-Ho – Swing Kids jako Xiao Pang - Nam Joo-hyuk – The Great Battle jako Sa-mul - Son Seok-goo – Hit-and-Run Squad jako Ki Tae-ho | - Lee Jae-in – Svaha: The Sixth Finger jako Geum-hwa - Kim Da-mi – Wiedźma jako Ja-yoon - Lee Joo-young – Believer jako Joo-yeong - Jeon Yeo-bin – After My Death jako Young‑hee - Jeon Jong-seo – Płomienie jako Shin Hae-mi |
| Najlepszy debiut reżyserski | Najlepszy scenariusz |
| - Lee Ji-won – Miss Baek - Kim Ui-seok – After My Death - Shin Dong-Seok – Last Child - Lee Seok-geun – On Your Wedding Day - Lee Jong-eon – Birthday                                                                                                   | - Kwak Kyung-taek, Kim Tae-kyun – Dark Figure of Crime - Kwon Sung-hwi, Yoon Jong-bin – Szpieg - Lee Han, Moon Ji-won – Innocent Witness - Bae Se-young – Extreme Job - Lee Ji-won – Miss Baek                                |
| Nagroda techniczna | |
| - Hong Kyung-pyo (Zdjęcia) – Płomienie - Kim Jun-seok (Muzyka) – Swing Kids - Park Il-hyun (Koncept) – Szpieg - Yang Jin-mo (Montaż) – Believer - Jin Jong-hyun (Efekty specjalne) – Along with the Gods: The Last 49 Days                              | |

### Telewizja
| Daesang (Wielka nagroda) | Najlepszy serial telewizyjny |
| --- | --- |
| - Kim Hye-ja – Dazzling | - My Mister - Dazzling - Mr. Sunshine - Children of Nobody - Sky Castle |
| Najlepszy program edukacyjny/kulturalny | Najlepszy program rozrywkowy |
| - Journalism Talk Show J - Feast on the Road - Spotlight – 5.18 Secret Agent - Seoul Olympics 30-Year Anniversary Special Documentary 88/18 - PD Notebook – The Late Jang Ja Yeon | - Omniscient Interfering View - Baek Jong-won's Alley Restaurant - I Live Alone - Welcome, First Time in Korea? - Comedy Big League |
| Najlepszy reżyser | Najlepszy scenariusz |
| - Jo Hyun-tak – Sky Castle - Kim Suk-yoon – Dazzling - Kim Won-seok – My Mister - Ahn Gil-ho – Memories of the Alhambra - Lee Eung-bok – Mr. Sunshine | - Park Hae-young – My Mister - Lee Nam-kyu, Kim Soo-jin – Dazzling - Kim Eun-sook – Mr. Sunshine - Do Hyun-jung – Children of Nobody - Yoo Hyun-mi – Sky Castle                                                                         |
| Najlepszy aktor pierwszoplanowy | Najlepsza aktorka pierwszoplanowa |
| - Lee Byung-hun – Mr. Sunshine jako Choi Yoo-jin / Eugene Choi - Kim Nam-gil – The Fiery Priest jako Kim Hae-il - Yeo Jin-goo – The Crowned Clown jako Ha-seon, błazen / Yi Heon, król - Lee Sun-kyun – My Mister jako Park Dong-hoon - Hyun Bin – Memories of the Alhambra jako Yoo Jin-woo | - Yum Jung-ah – Sky Castle jako Han Seo-jin / Kwak Mi-hyang - Kim Seo-hyung – Sky Castle jako Kim Joo-young - Kim Tae-ri – Mr. Sunshine jako Go Ae-shin - Kim Hye-ja – Dazzling jako Kim Hye-ja - Lee Ji-eun – My Mister jako Lee Ji-an |
| Najlepszy aktor drugoplanowy | Najlepsza aktorka drugoplanowa |
| - Kim Byung-chul – Sky Castle jako Cha Min-hyuk - Kim Sang-kyung – The Crowned Clown jako Yi Kyu (a.k.a. Haksan) - Bae Seong-woo – Live jako Oh Yang-chon - Son Ho-jun – Dazzling jako Kim Young-soo - Yoo Yeon-seok – Mr. Sunshine jako Goo Dong-mae / Ishida Sho                           | - Lee Jung-eun – Dazzling jako matka Hye-ji - Kim Min-jung – Mr. Sunshine jako Lee Yang-hwa / Kudo Hina - Oh Na-ra – My Mister jako Jung-hee - Yoon Se-ah – Sky Castle jako No Seung-hye - Lee Da-hee – Beauty Inside jako Kang Sa-ra   |
| Najlepszy debiut aktorski (mężczyzna) | Najlepszy debiut aktorski (kobieta) |
| - Jang Ki-yong – Come and Hug Me jako Chae Do-jin - Park Sung-hoon – My Only One jako Jang Go-rae - Park Hoon – Memories of the Alhambra jako Cha Hyung-seok - Son Seok-goo – Matrimonial Chaos jako Lee Jang-hyun - Wi Ha-joon – Romance Is a Bonus Book jako Ji Seo-joon                   | - Kim Hye-yoon – Sky Castle jako Kang Ye-seo - Kwon Nara – My Mister jako Choi Yoo-ra - Park Se-wan – Just Dance jako Kim Shi-eun - Seol In-ah – Sunny Again Tomorrow jako Kang Ha-nee - Lee Seol – Less Than Evil jako Eun Sun-jae     |
| Najlepszy uczestnik programu rozrywkowego | Najlepsza uczestniczka programu rozrywkowego |
| - Jun Hyun-moo – I Live Alone - Moon Se-yoon – Delicious guys - Shin Dong-yup – My Little Old Boy - Yang Se-hyung – Master in the House - Yoo Byung-jae – Omniscient Interfering View | - Lee Young-ja – Omniscient Interfering View - Kim Min-kyung – Delicious guys - Kim Sook – Food Bless You - Park Na-rae – I Live Alone - Jang Do-yeon – Comedy Big League                                                               |
| Nagroda techniczna | |
| - Park Sung-jin (Efekty specjalne) – Memories of the Alhambra - Kim So-yeon (Koncept) – Mr. Sunshine - Kim Yong, Jeon Joon-woo (Zdjęcia) – May, The Origins of Civilization - Oh Jae-ho (Zdjęcia) – Sky Castle - Lee Yong-seob (Efekty specjalne) – Mr. Sunshine                             | |

### Inne nagrody
| Nagroda                                 | Odbiorca      |
| --------------------------------------- | ------------- |
| Najlepszy film krótkometrażowy          | Sung Soo-yeon |
| Nagroda popularności V Live (mężczyzna) | Do Kyung-soo  |
| Nagroda popularności V Live (kobieta)   | Lee Ji-eun    |
| Ikona stylu                             | Kim Hye-soo   |